# 4-hydroxybenzaldehyde
4-hydroxybenzaldehyde of p-hydroxybenzaldehyde is een aromatisch aldehyde. Het is een van de drie isomeren van hydroxybenzaldehyde; de andere zijn 2-hydroxybenzaldehyde en 3-hydroxybenzaldehyde. Zoals deze andere isomeren is het een bifunctionele verbinding, met een fenolgroep en een aldehydegroep.

## Synthese
Het product van de Reimer-Tiemannreactie van fenol met chloroform en een sterke base, is een mengsel van 2- en 4-hydroxybenzaldehyde, dat voor het grootste deel bestaat uit de 2-isomeer. Het mengsel kan door destillatie gescheiden worden.
4-hydroxybenzaldehyde kan ook bereid worden door de selectieve oxidatie van de methylgroep in paracresol met behulp van zuurstof of een zuurstofrijk gas. Als katalysator is kobalt of een kobaltverbinding geschikt.

## Toepassingen
4-hydroxybenzaldehyde wordt gebruikt als smaakstof in dranken en voeding. Het is ook een intermediaire stof voor de bereiding van andere verbindingen, vooral geneesmiddelen en landbouwchemicaliën. De aldolcondensatie met aceton, gevolgd door hydrogenering van het enon leidt tot vorming van 4-(4'-hydroxyfenyl)butaan-2-on, een stof met een karakteristieke frambozengeur.